# Bomba biológica
Em Oceanografia, o termo bomba biológica se refere ao processo através do qual o carbono liberado por atividades naturais e antropogênicas na atmosfera terrestre é incorporado e armazenado no oceano profundo por meio de processos biológicos (fotossíntese, respiração, alimentação e decomposição e precipitação biogênica de carbonatos). 
O oceano global armazena aproximadamente 50 vezes mais carbono que a atmosfera. A produção biológica marinha possui um papel muito importante no sequestro de carbono atmosférico, o que por sua vez é um importante mecanismo regulador do clima no planeta.
Esse sequestro de carbono na forma de dióxido de carbono (CO2) se deve a atividade da bomba biológica de carbono, fenômeno também conhecido como bombeamento biológico. A bomba biológica de carbono cria um fluxo de matéria orgânica desde a superfície até o interior dos oceanos, que reduz a pressão parcial de dióxido de carbono na superfície e, consequentemente, a quantidade desse gás na atmosfera, permitindo que o mesmo seja absorvido e armazenado nas bacias oceânicas do planeta. 

## Sequestro de carbono pelo oceano
Sequestro de carbono é o mecanismo pelo qual o oceano armazena o “excesso” de dióxido de carbono emitido por processos naturais (ex.: vulcanismo) e/ou antropogênicos (ex.: emissão de combustíveis fósseis por atividades industriais e frotas de veículos). O dióxido de carbono é um gás que exerce papel importante no efeito estufa. No oceano não há agregação de biomassa tão grande quanto a que ocorre nas florestas. Ainda assim, a produção biológica no oceano exerce papel importante no sequestro de carbono atmosférico, ofuscando os efeitos do armazenamento de carbono pela biosfera terrestre em escalas de tempo maiores do que alguns séculos.
O fitoplâncton marinho fixa 45 bilhões de toneladas de carbono orgânico por ano, das quais 16 bilhões de toneladas são exportadas para o interior do oceano. A produção de biomassa pelo fitoplâncton marinho é um fator importante na regulação do clima do planeta, pois influencia a distribuição de dióxido de carbono entre oceano e atmosfera. Outros diversos fatores oceanográficos também exercem influência sobre o ciclo biogeoquímico do carbono, incluindo a circulação oceânica, a salinidade e a temperatura do oceano.

## Bombeamento biológico de carbono no oceano
O conceito de bomba biológica de carbono é essencial para entender o que acontece com o ciclo do carbono nos oceanos. Juntamente com a bomba física de carbono, a bomba biológica auxilia no controle do aquecimento global absorvendo parte (cerca de 30%) do excesso de carbono atmosférico. A bomba biológica é composta principalmente pelos processos de fotossíntese, alimentação, respiração e decomposição.
A bomba biológica oceânica começa na absorção de dióxido de carbono pela fotossíntese do fitoplâncton. Estes são responsáveis por, pelo menos, metade do oxigênio produzido no planeta. A outra metade fica por conta dos vegetais terrestres. Através da fotossíntese, o fitoplâncton fixa grandes quantidades de dióxido de carbono, o que baixa a pressão parcial desse gás na superfície do oceano, promovendo assim a absorção de mais dióxido de carbono proveniente da atmosfera. Um dos processos mais importantes no ciclo do carbono é a transformação do carbono inorgânico dissolvido na superfície do oceano em matéria orgânica. Após o ciclo de vida dos organismos, essa matéria orgânica morta sofrerá um processo de sedimentação, criando um fluxo de carbono orgânico do oceano superficial para o oceano profundo. Por exemplo, os cocolitoforídeos (grupo fitoplanctônico que secreta carapaça de carbonato de cálcio) crescem em quantidades significativas em regiões temperadas do Atlântico Norte e do Pacífico.[carece de fontes?] Quando sedimentam em massa após as florações, suas carapaças de carbonato de cálcio não se dissolvem completamente e depositam-se no sedimento marinho aprisionando carbono (que outrora encontrava-se na atmosfera) em áreas extensas do assoalho oceânico. Estima-se que 25% do carbono fixado na superfície do oceano é transportado para o seu interior, onde é parcialmente oxidado pela respiração heterotrófica.
O funcionamento da bomba biológica não depende apenas da atividade fotossintética, mas também da alimentação do zooplâncton. O consumo de partículas pelo zooplâncton é outro fator importante, conectando a produção primária e o fluxo de partículas orgânicas para o oceano profundo. A atividade de alimentação do zooplâncton transforma uma fração do carbono orgânico produzido pelo fitoplâncton em material fecal que sedimenta em direção ao assoalho oceânico, contribuindo para uma eventual preservação de partículas orgânicas no registro sedimentar. Além disso, o transporte vertical de matéria orgânica também é atribuído ao transporte para a fase dissolvida orgânica através da coluna de água.
Outros mecanismos de sequestro de carbono atmosférico pela bomba biológica incluem a síntese de estruturas carbonáticas. Trata-se da precipitação biogênica de carbonatos, um mecanismo de síntese intracelular de carbonato de cálcio realizado por alguns organismos marinhos. Tal processo remove íons de carbonato (CO32-) e cálcio (Ca2+) da água do mar. Muitos desses organismos são bentônicos e habitam águas quentes tropicais. O processo ocorre, por exemplo, em macroalgas calcárias. No Brasil, são elas que compõem a maior parte dos recifes da região de Abrolhos, no litoral da Bahia. Vale lembrar que o mesmo mecanismo ocorre na formação de conchas de moluscos, foraminíferos e carapaças de equinodermos.

## Bombeamento físico de carbono no oceano
Outro mecanismo importante de absorção de carbono atmosférico (antropogênico ou natural) é a bomba física oceânica, que atua em conjunto com a bomba biológica. Através da bomba física, o dióxido de carbono é absorvido nas zonas de subsidência de massas de água. O dióxido de carbono se dissolve nas águas geladas dos oceanos polares, sobretudo no Oceano Austral. Quanto mais fria a água, maior é a dissolução de gases na mesma. O dióxido de carbono absorvido da atmosfera reage com as moléculas de água, formando ácido carbônico, bicarbonato e carbonato em diferentes proporções que dependem do pH da água.
Em altas latitudes, o sal marinho é excluído dos cristais de gelo durante o processo de congelamento da superfície do oceano, tornando as águas imediatamente abaixo do gelo mais salgadas e, portanto, mais densas. Com o aumento da densidade, a água mais salgada submerge, “escorregando” pelo talude continental para camadas profundas do oceano, levando consigo o dióxido de carbono sob a forma de carbonatos. Esse mecanismo retém, por milhares de anos, o carbono no oceano profundo, mantendo ainda o pH água entre 7,8 e 8,2.[carece de fontes?] Até o presente, o oceano foi capaz de armazenar o excesso de carbono atmosférico antropogênico. Entretanto, acredita-se que até 2100 o sistema carbonato marinho irá saturar e o oceano não conseguirá mais absorver o excesso de dióxido de carbono produzido, principalmente pela queima de combustíveis fósseis.

## Relação entre o dióxido de carbono e o clima do planeta
O efeito estufa possibilita a existência da vida em nosso planeta tal como a conhecemos. A atmosfera, ao absorver e reemitir parte substancial da radiação infravermelha proveniente dos oceanos e dos continentes, regula a temperatura superficial da Terra e a mantém em níveis apropriados ao desenvolvimento da vida. Entre os gases presentes na atmosfera, o dióxido de carbono é o que mais contribui para o efeito estufa. Desde o início da Revolução Industrial em meados do século XVIII, as emissões de dióxido de carbono a partir de atividades antrópicas têm resultado em um aumento da concentração de desse gás na atmosfera, sendo que cerca de 50% desse aumento ocorreu nas últimas três décadas. A absorção de dióxido de carbono pelo oceano tem beneficiado a humanidade por controlar o aumento dos níveis desse gás na atmosfera, amenizando, portanto, o aquecimento global. No entanto, o excesso de dióxido de carbono antropogênico absorvido pela água do mar acaba levando à acidificação dos oceanos.

## Influência do dióxido de carbono antrópico nos organismos e ecossistemas marinhos
O excesso de dióxido de carbono dissolvido no oceano reage com moléculas de água e forma ácido carbônico (H2CO3). Isso diminui o pH da água do mar, causando a acidificação dos oceanos e provocando consequências ambientais que podem afetar a vida marinha. Por exemplo, as algas calcárias e corais que formam recifes dependem de condições de pH alcalino para precipitação biogênica dos carbonatos. Semelhantemente, organismos planctônicos como cocolitoforídeos e foraminíferos também são negativamente afetados quando o pH da água do mar está mais ácido. No caso dos cocolitoforídeos, a acidificação da água do mar diminuirá a produção primária em algumas áreas, diminuindo também a eficiência da bomba biológica. Em casos mais extremos poderá haver a dissolução de estruturas carbonáticas que formam os recifes calcários, conchas de moluscos e carapaças de equinodermos. Esses organismos são importantes para a biodiversidade e para o equilíbrio da teia alimentar marinha. O impacto sobre a diversidade e a teia alimentar dos oceanos poderá provocar quedas drásticas dos recursos pesqueiros. Vale ressaltar que várias espécies de interesse comercial já estão sobre-exploradas pelas atividades de pesca irregular e pelos impactos antrópicos na zona costeira, sobretudo pela poluição química e perda de habitats devido a obras costeiras mal planejadas.[carece de fontes?] Peixes, crustáceos e moluscos são os principais recursos pesqueiros explorados para consumo humano. Eles sustentam a pesca artesanal e industrial em todos os continentes. A redução de estoques pesqueiros causará forte impacto socioeconômico, provocando desemprego na indústria da pesca e má qualidade de vida para comunidades costeiras que, muitas vezes, dependem exclusivamente desses recursos como meio de subsistência.